# Menil Collection

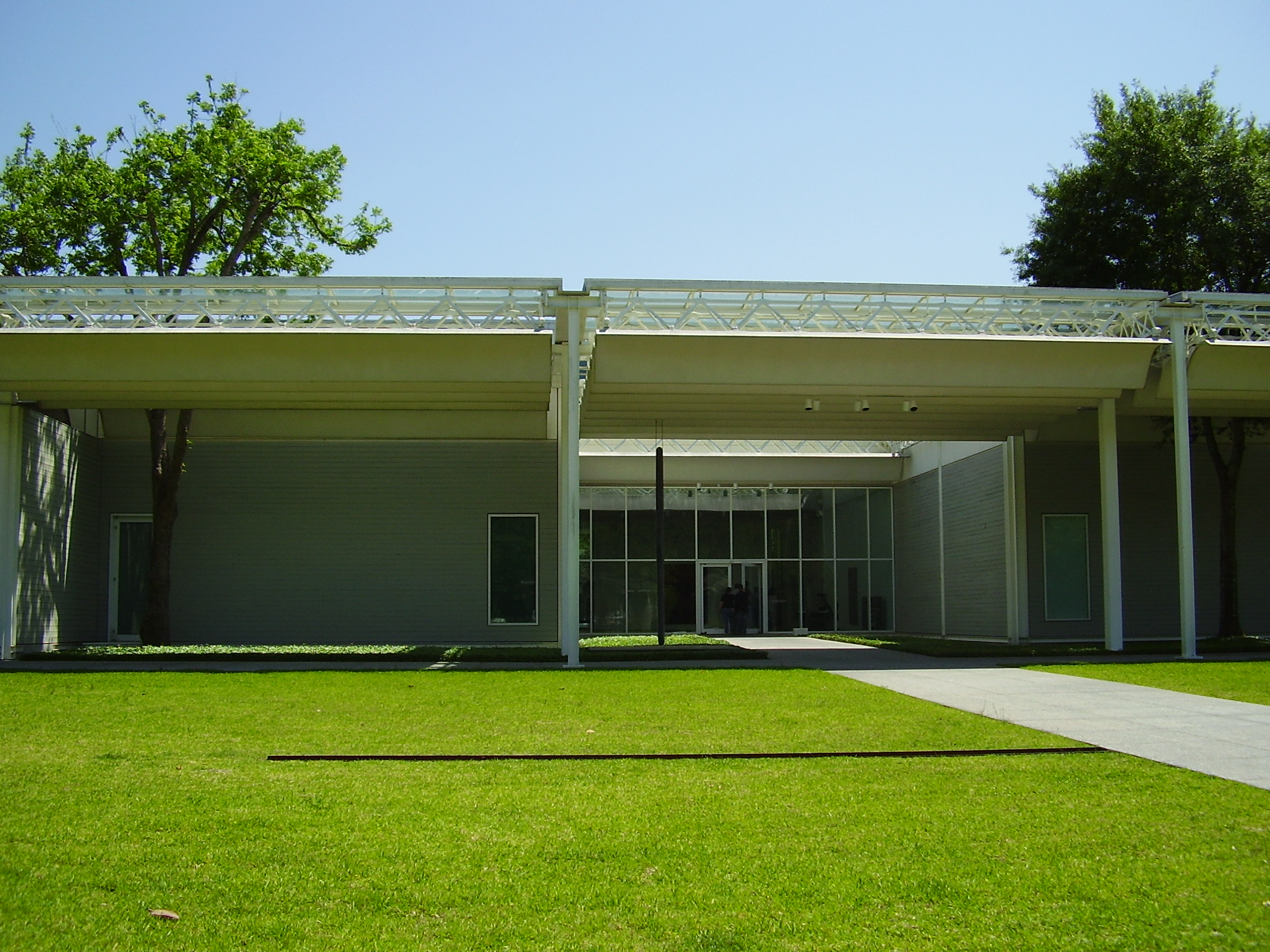
Menil Collection

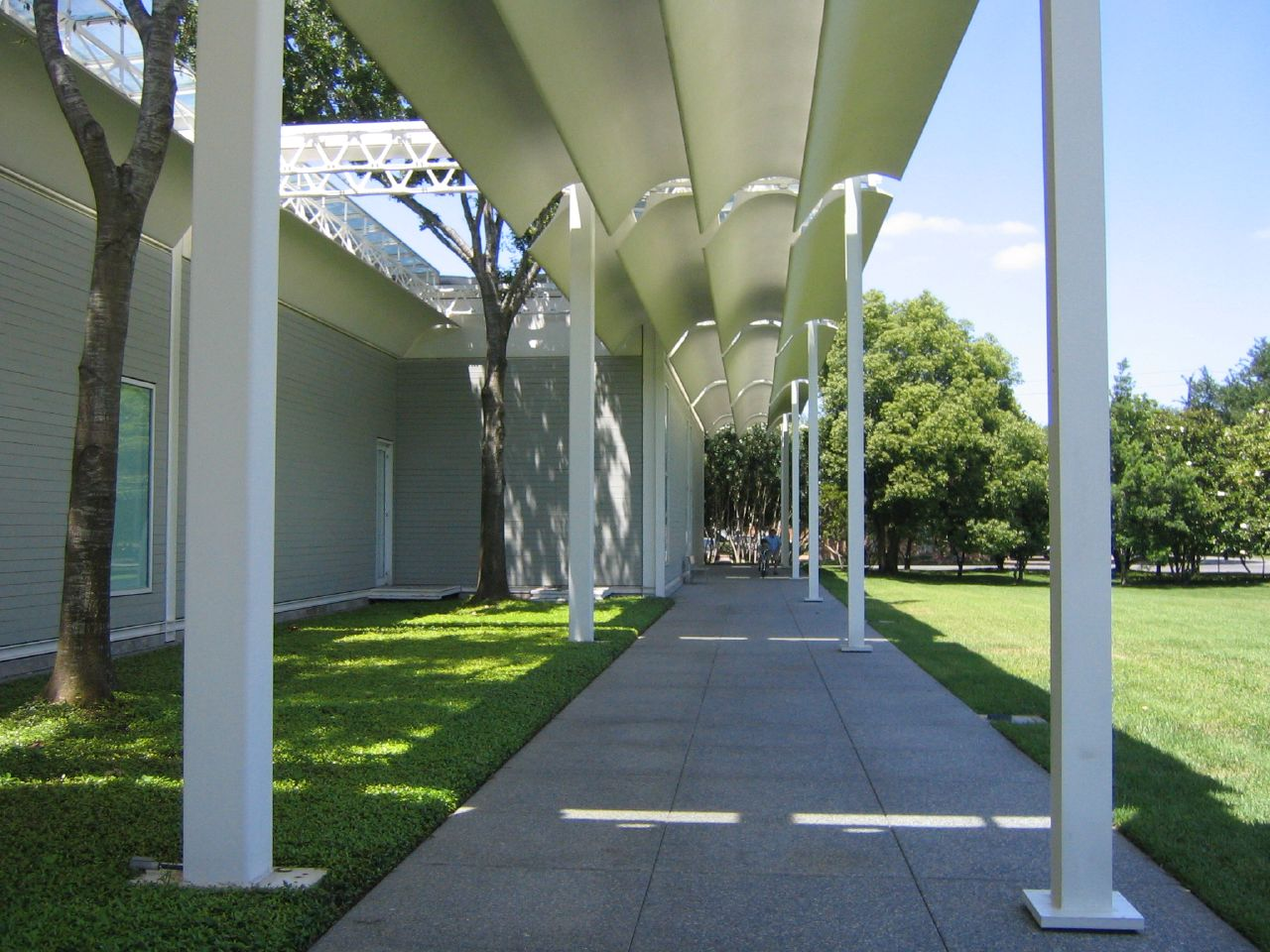
detail hoofdgebouw

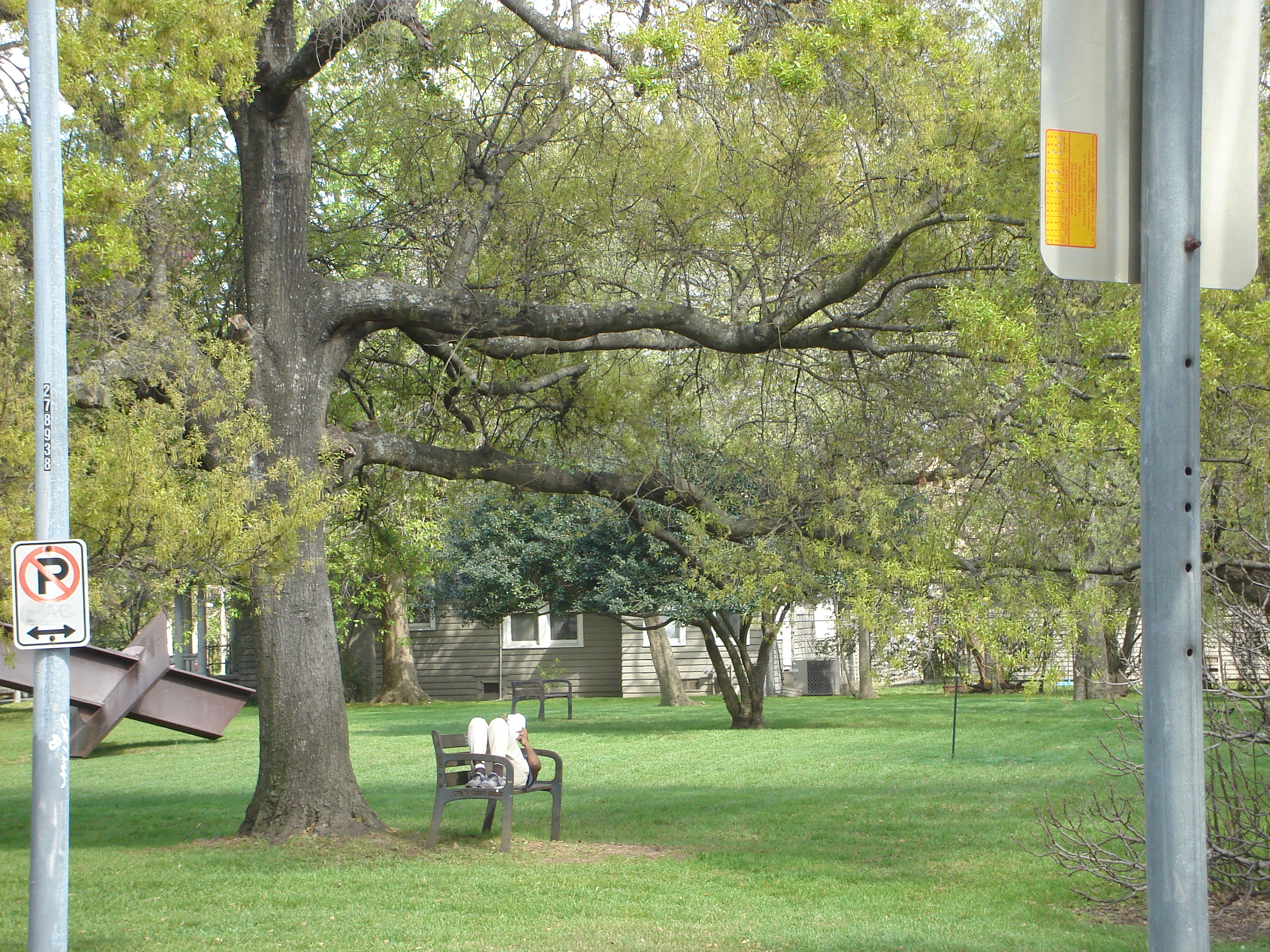
park Menil Collection met paviljoens op de achtergrond

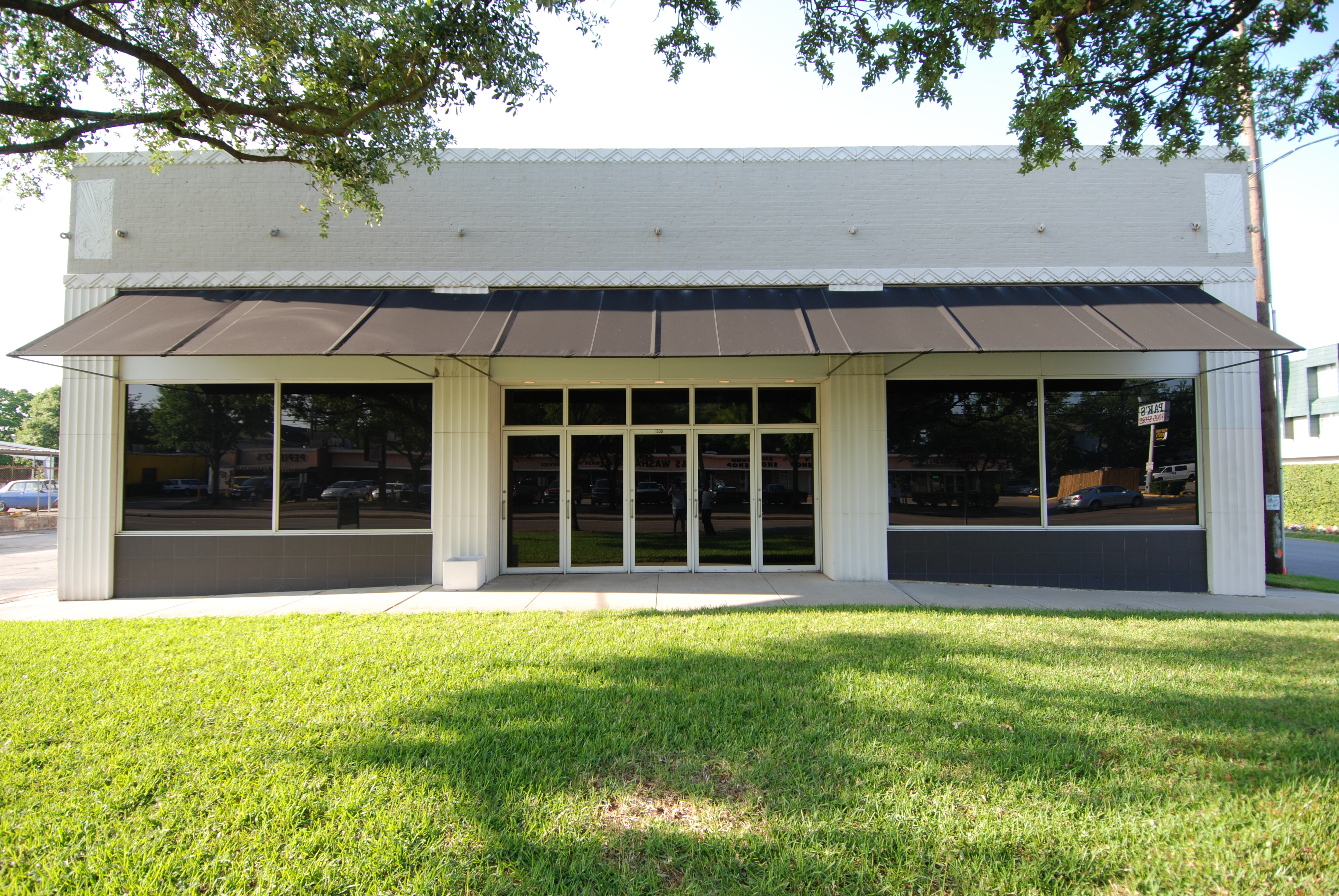
Richmond Hall

De Menil Collection is een museum in het Houston Museum District, Houston in de staat Texas in de Verenigde Staten.

## Het museum
Het museum, dat bestaat uit meerdere gebouwen en paviljoens, biedt onderdak aan de kunstverzameling van John de Menil (geboren in 1904 als Jean de Ménil, overleden in 1973) en Dominique de Menil (geboren in 1908 als Dominique Schlumberger en in 1931 gehuwd met Jean, overleden in 1997). Het Franse echtpaar woonde in Parijs en week in de Tweede Wereldoorlog uit naar de Verenigde Staten. Zij kozen als woonplaats Houston, waar ook het hoofdkantoor van het in de olie-industrie werkzame bedrijf, Schlumberger Well Surveying Corporation, zich in 1940 had gevestigd. Zij lieten hun huis (Menil House) en later (in 1971) de Rothko Chapel bouwen door architect Philip Johnson in de Internationale Stijl.
Het echtpaar De Menil heeft vanaf 1945 een rijke verzameling kunst aangelegd. De collectie, die nog steeds wordt uitgebreid, omvat inmiddels 16000 kunstwerken en is zeer breed samengesteld: Kunst uit de klassieke oudheid, Byzantijnse en Middeleeuwse kunst, Afrikaanse en Polynesische kunst, Noord-Amerikaanse kunst (Westkust van Californië tot Alaska), moderne en hedendaagse kunst (schilderijen en beeldhouwwerk), grafiek, tekeningen en een fotocollectie.
De Italiaanse architect Renzo Piano werd aangezocht het ontwerp te maken voor een museum, waar de collectie die inmiddels 10.000 stuks telde kon worden tentoongesteld. Het was zijn eerste opdracht in de Verenigde Staten. In 1987 werd het hoofdgebouw, de Menil Collection, voor het publiek geopend.
Andere gebouwen en paviljoens die later werden bijgebouwd zijn:
- de Cy Twombly Gallery (1995), gewijd aan 30 werken van de Amerikaanse kunstenaar Cy Twombly, wederom ontworpen door Renzo Piano
- de Richmond Hall (1996), de omgebouwde Weigarten's Grocery Store uit 1930, specifiek ontworpen voor enkele kunstwerken, waaronder de lichtinstallatie, van Dan Flavin
- het Byzantine Fresco Chapel Museum (1997), ten behoeve van een gerestaureerde fresco uit een kapel in Lysi, Cyprus (architect Francois de Menil, een zoon van John en Dominique de Menil)

## Collectie (selectie)
De collectie moderne en hedendaagse kunst begint met laat-negentiende-eeuwse werken van Vincent van Gogh, Georges Seurat en Odilon Redon en bevat kunstwerken van de gehele twintigste eeuw vanaf Paul Cézanne, Henri Matisse, Paul Klee, Georges Braque, Fernand Léger, Marcel Duchamp, Pablo Picasso, Joan Miró, Piet Mondriaan, Wifredo Lam, Yves Tanguy, Roberto Matta, Joseph Cornell. Het museum herbergt ook een uitgebreide verzameling Pop Art en New American painting met onder meer werk van Jackson Pollock, Mark Rothko, Arshile Gorky, Andy Warhol, Frank Stella, Jasper Johns, Robert Rauschenberg en Cy Twombly. Het museum heeft vijf mobiles van Alexander Calder. Voorts conceptuele kunst van onder anderen: Lucio Fontana en Yves Klein. De zeventiger jaren zijn vertegenwoordigd met John Chamberlain, Dan Flavin, Bruce Nauman, Donald Judd, Robert Morris, Walter De Maria, Francis Bacon, Jean-Michel Basquiat, Robert Longo en vele anderen.
De collectie is mede bekend om de verzameling surrealistische kunst van onder anderen Max Ernst, René Magritte, Victor Brauner, Jean Arp, Giorgio de Chirico, Salvador Dali, Marcel Duchamp, Alberto Giacometti, Wifredo Lam, Meret Oppenheim, Francis Picabia en Man Ray.

## Beeldencollectie
De beeldencollectie bevindt zich verspreid over het terrein:
- Mark di Suvero met Bygones (1976)
- Michael Heizer met Charmstone (1991), Isolated Mass/Circumflex nr. 2 (1968-1972), Dissipate (1970) en Rift (1968/1982)
- Jim Love met Jack (1971)
- Tony Smith met The elevens are up (1963) , Wall (1964) en New Piece (1966)
- John Chamberlain met diverse beeldhouwwerken verspreid over de diverse locaties
- Max Neuhaus met Sound Figure (2007)
- Barnett Newman met Broken Obelisk - Dedicated to the memory of Dr. Martin Luther King Jr. (1963/1967)

## Fotogalerij

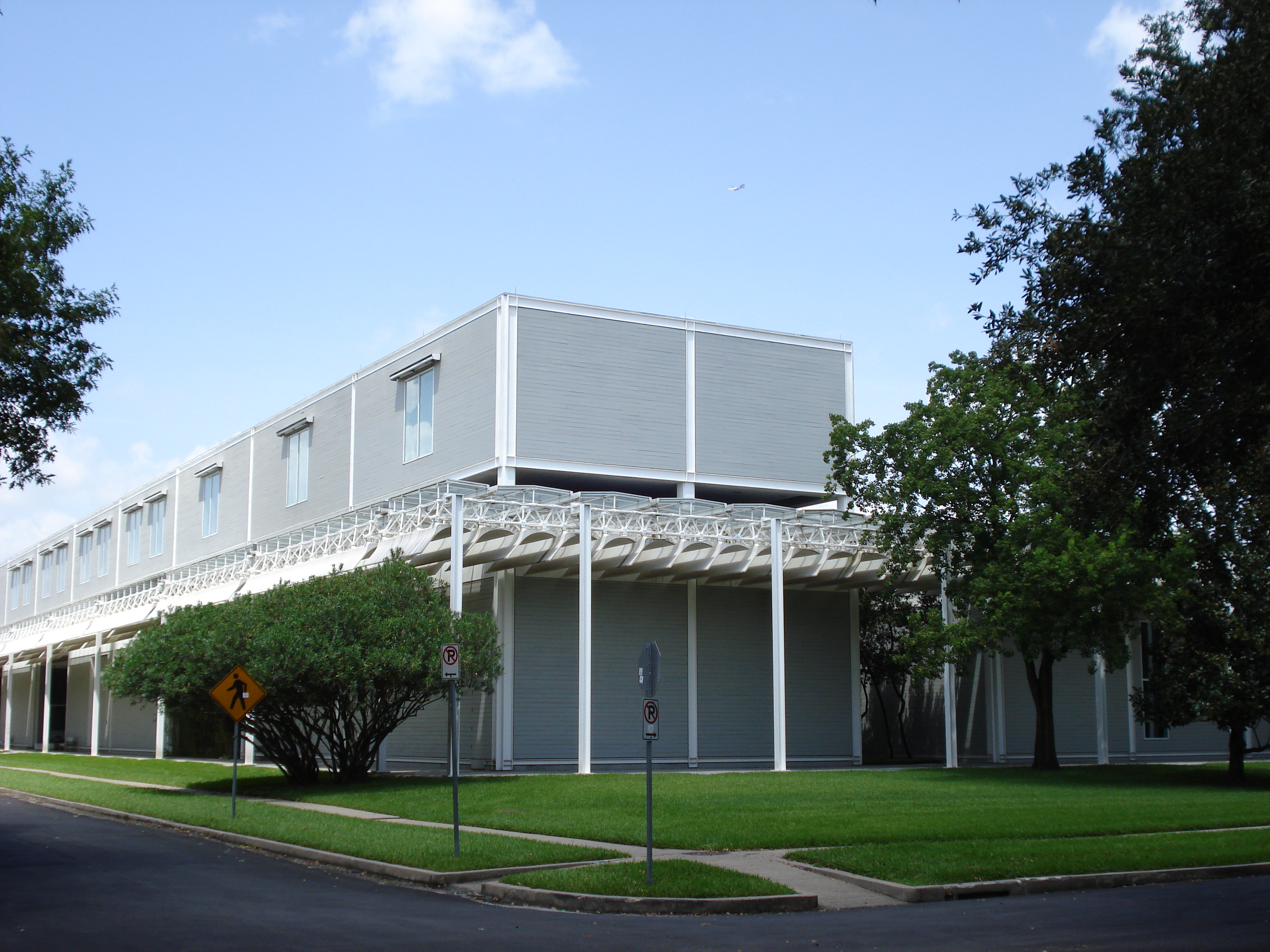
Het museumgebouw
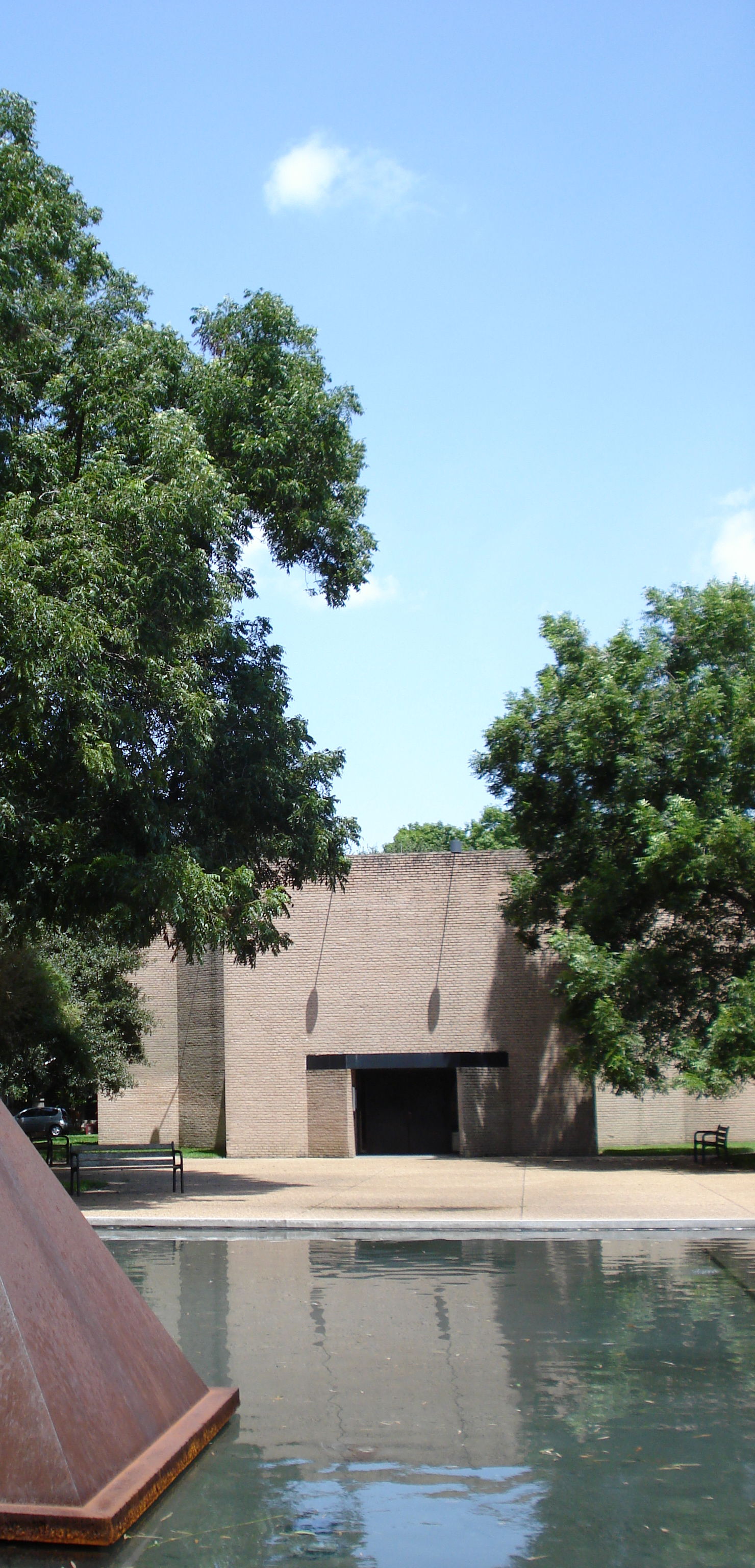
Rothko Chapel en Broken Obelisk (1963)
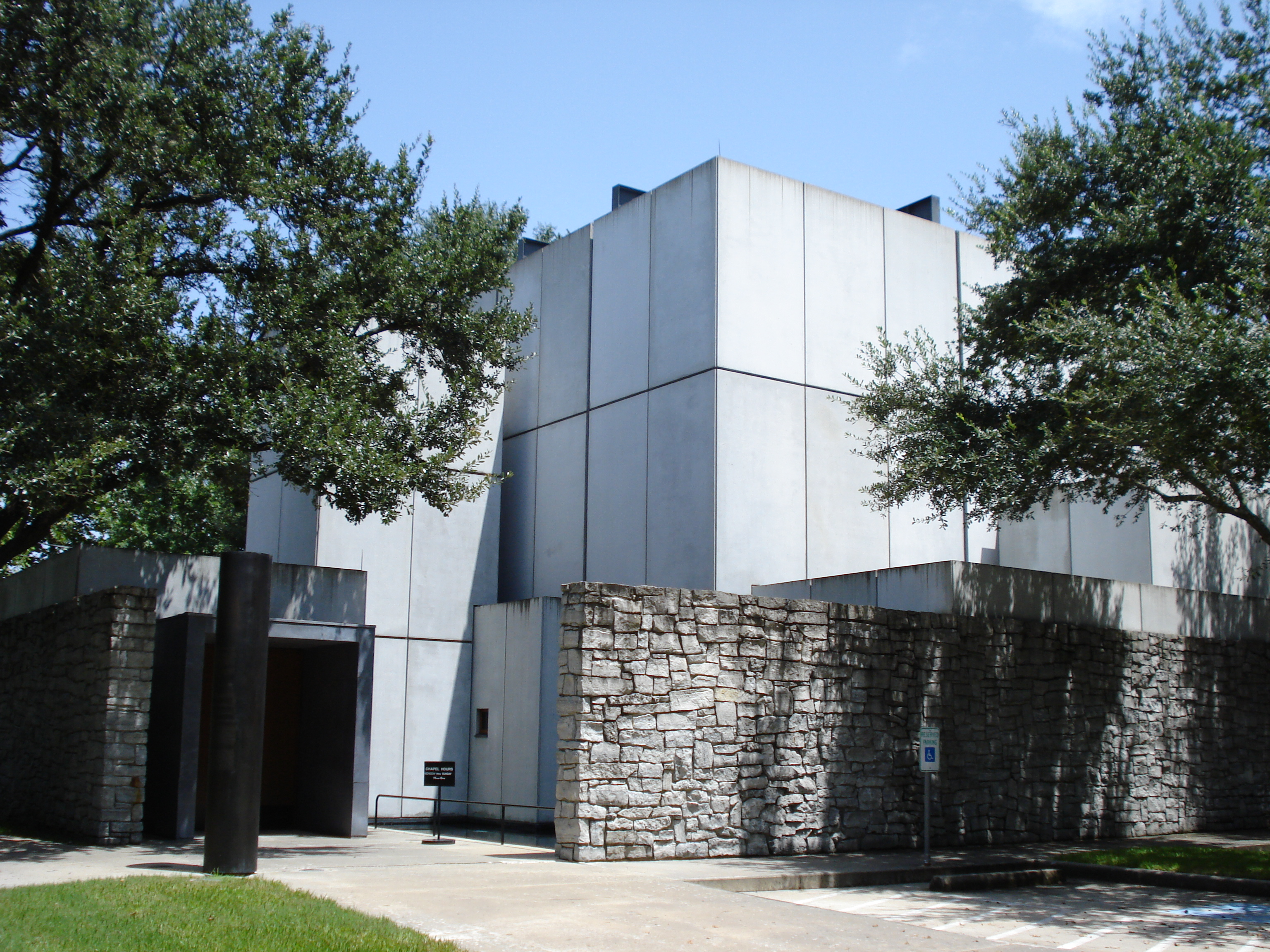
Byzantine Fresco Chapel